# Elbe-Labe-Ticket
Das Elbe-Labe-Ticket ist ein vom Verkehrsverbund Oberelbe (VVO) initiiertes Fahrscheinangebot, das zur grenzüberschreitenden Nutzung öffentlicher Verkehrsmittel in der Euroregion Elbe/Labe in Deutschland und der Tschechischen Republik berechtigt.

## Räumliche und zeitliche Gültigkeit
Auf deutscher Seite gilt der Fahrschein im gesamten Verbundraum des VVO in Bussen, Regionalbahnen und Fähren. Darüber hinaus gilt er im Bereich des VBB bis Ruhland und Elsterwerda. In der Region Ústí nad Labem in Tschechien gilt er in Regional, Eil-, Schnellzügen von České dráhy a.s. (ČD), ARRIVA vlaky s.r.o., GW Train Regio a.s., AŽD Praha s. r. o., KŽC Doprava, s.r.o., RegioJet ÚK a.s. und MBM rail s.r.o. Weiterhin gilt er für Trilex-Züge zwischen Zittau und Rybniště sowie fast allen Stadt- und Regionalverkehrsunternehmen. Das Ticket gilt auch für die grenzüberschreitende Fähre Schöna – Hřensko. Die Fahrscheine sind jeweils ab Entwertung bis 4 Uhr des Folgetags gültig.

## Preis
In Deutschland kostet der Fahrschein 25,70 Euro für eine Einzelperson (zusätzlich dürfen zwei Schüler bis zu 15 Jahren mitgenommen werden), als Familientageskarte (für maximal zwei Erwachsene und bis zu vier Schüler bis zum 15. Geburtstag) 36,90 Euro und für eine Kleingruppe (bis zu 5 Personen) 53,70 Euro. In Tschechien kostet er 370, 510 bzw. 760 Kronen (14,80; 20,40 bzw. 30,40 Euro).